# Georg Ferdinand Cantor
Georg Ferdinand Ludwig Philipp Cantor, nemški matematik, * 3. marec (19. februar, ruski koledar) 1845, Sankt Peterburg, Ruski imperij (sedaj Rusija), † 6. januar 1918, Halle, Saška, Nemško cesarstvo (sedaj Nemčija).:351
Cantor je najbolj znan kot tvorec teorije množic, ki je postala ena osnovnih teorij v matematiki. Uvedel je povratno enolično preslikavo med elementi dveh množic, definiral neskončne in dobro urejene množice, ter dokazal da je množica realnih števil »številnejša« od množice naravnih števil – da ni števno neskončna. Njegov izrek dejansko vsebuje obstoj »neskončnosti neskončnosti«. Definiral je kardinalna in ordinalna števila ter njihovo aritmetiko. Njegovo delo ima velik filozofski pomen, česar se je sam dobro zavedal.
Njegova teorija o transfinitnih številih je izvirno veljala za neintuitivno in celo šokantno – sprva so ji njegovi sodobniki oporekali, kot na primer najprej Kronecker in Poincaré ter kasneje Weyl in Brouwer. Wittgenstein je o teoriji podal filozofske ugovore. Cantor je kot pobožen luteranec verjel, da mu je teorijo narekoval bog. Nekateri krščanski teologi in še posebej neosholastiki so videli Cantorjevo delo kot izziv edinstvenosti absolutne neskončnosti v naravi boga. Ob neki priliki so teorijo o transfinitnih številih izenačili s panteizmom, kar je Cantor ostro zavrnil.
Ugovori na Cantorjevo delo so bili občasno kruti: Poincaré je enačil njegove zamisli z »resno boleznijo«, ki okužuje matematiko, Kronecker mu je javno nasprotoval in ga osebno napadal z opisi, kot so: »znanstveni šarlatan«, »odpadnik« in »kvaritelj mladih.« Ugovarjal je Cantorjevim dokazom, da je množica algebrskih števil števna, množica transcendentnih števil pa neštevna − kar je danes znano v vsakem standardnem matematičnem učnem načrtu. Desetletja po Cantorjevi smrti je Wittgenstein tarnal, da je matematika »skoz in skoz prepojena s škodljivimi idiomi teorije množic«, kar je ovrgel kot »popolni nesmisel«, ki je vreden »posmeha« in je »napačen.« Cantorjeva ponavljajoča se obdobja depresije od leta 1884 do smrti naj bi se pojavljala zaradi sovražnega odnosa mnogih njegovih sodobnikov, čeprav so nekateri pojasnjevali te epizode kot možne manifestacije bipolarne motnje. Sedaj v splošnem propisujejo vzroke za takšne duševne motnje genetskim dejavnikom, v Cantorjevi držini pa ni bilo nobenih znanih primerov takšne bolezni.
Ostro kritiko so omilile kasnejše pohvale. Leta 1904 je Kraljeva družba iz Londona Cantorju kot drugemu za Poincaréjem podelila svojo Sylvestrovo medaljo, najvišjo čast, ki jo lahko podeli za delo v matematiki. Hilbert je v njegov zagovor izjavil:
Iz svojega raja, ki ga je Cantor skupaj z nami razkril, smo s strahom zadrževali svoj dih, saj smo vedeli, da ne bomo izgnani.

## Življenje in delo

### Mladost in študij
Cantor je bil prvi sin od šestih otrok bogatega danskega trgovca Georga Waldemara Cantorja in njegove žene, ruske glasbenice Marije Anne Böhm. Rodil se je v zahodni sanktpeterburški trgovski koliniji. Odrekel se je judovstvu kot kakršnemu koli smislu v svojem življenju in je sprejel kot njegova družina protestantizem. S tem je le delno od sebe odmaknil probleme preganjanega ljudstva. Veljal je za zelo nadarjenega violinista. Njegov stari oče Franz Böhm (1788–1846) (brat violinista Josepha Böhma (1795–1876)) je bil znan glasbenik in solist v Ruskem imperialnem orkestru. Njegov oče je bil član Sankpeterburške borze.
Njegova družina se je leta 1856 preselila v Frankfurt, kjer se je nastanil njegov oče po upokojitvi in zbolel. Tako je bil narodnostno vezan na tri države Rusijo, Dansko in Nemčijo. Čeprav je dal prednost Nemčiji, se mu ta ni oddolžila. Družina je iskala milejše zime od sanktpeterburških. Najverjetneje so otroci podedovali ljubezen in smisel za umetnost od matere, njegov brat Konstantin dar za glasbo in sestra Sofija dar za likovno umetnost. Tudi v njegovem veselem iskanju neskončnosti leži globok umetnostni čut sveta. Sem spada tudi njegova neverjetna in težko razumljiva ljubezen do teologije, ki jo je poznal do podrobnosti. Že zelo mlad je pokazal nadarjenost za matematiko, še posebej za trigonometrijo, in ni bilo dvoma, kaj mu bo usojeno početi v življenju. Z njegovo izobrazbo se je najprej ukvarjal zasebni učitelj, kakor je bilo tedaj v Sankt Peterburgu običajno. Potem se je kratek čas zadržal v osnovni šoli, katero je nadaljeval v Frankfurtu in jo leta 1860 z odliko končal na realki v Darmstadtu. S petnajstimi leti se je vpisal na gimnazijo v Wiesbadnu. Bil je skrajno pazljiv učenec, zavestno je izpolnjeval vse (tudi najbolj nesmiselne) zapovedi svojih učiteljev. Bil je bolj zaprt vase. Po pravici je upal, da mu bo oče pustil študirati matematiko. Vendar je imel s sinom drugačne načrte. Zaradi zagotovljene prihodnosti je moral študirati strojništvo in tehniko. K temu je pristal. Dve leti se je ukvarjal s tehniko na Univerzi v Berlinu in v tem času je očetu postalo jasno, da je pred genialnim mladeničem samo velika matematična prihodnost in mu je končno dovolil študirati čisto matematiko.
Leto dni je leta 1862 preživel na Švicarski državni politehniški šoli v Zürichu in je leta 1863 po očetovi smrti prešel nazaj v Berlin, kjer je poslušal predavanja iz matematike, filozofije in fizike. V Berlinu je imel odlične profesorje, velike aritmetike: Kummerja, Weierstrassa in sumničavega Kroneckerja. Usmerili so ga na branje klasikov matematike, predvsem Gaussa in njegovega dela Disquisitiones Arithmeticae, iz katerega so se učile generacije prvorazrednih matematikov. V veliki Gaussovi knjigi je našel tudi svojo diplomsko nalogo, povezano z reševanjem nedoločene enačbe oblike {\displaystyle ax^{2}+by^{2}+cz^{2}=0}. V tem delu, kot tudi v večini svojih zgodnjih delih, je kazal veliko željo, da bi obvladal matematično nasledstvo zaradi zaupanja vase in da bi krenil v samostojna raziskovanja. Vprašanja, ki so ga čakala, so bila preveč obsežna, da bi se lahko z njimi spoprijel golobradi mladenič. Zahtevala so več od intuitivnega pristopa, zrelost in dovršeno logiko. Takoj se je povezal z Gaussovo teorijo števil, da bi kasneje prešel na trigonometrične vrste. V teh letih sta mu bila vodnika s svojo sistematičnostjo in temeljitostjo Gauss in Weierstrass.
Poletje leta 1866 je preživel na Univerzi v Göttingenu, tedaj in kasneje središču matematičnega raziskovanja.

### Učitelj in raziskovalec
Leta 1867 je na Univerzi v Berlinu doktoriral iz teorije števil. Zaupanje, ki ga je čutil v sebi, mu je vračalo vero v lastne moči. Pri ukvarjanju s potenčnimi vrstami se je soočil s starima filozofskima problemoma neskončnosti, zveznostjo in konvergenco kot procesoma neskončnega približevanja k mejni vrednosti. Ukvarjal se je s problemom enoznačnosti Fourierove vrste. Njegova trditev o enoznačnosti vrste je, da če za vsak x iz intervala {\displaystyle <-\pi ,\pi >} vrsta:
{\displaystyle {\frac {a_{0}}{2}}=\sum _{n=1}^{\infty }\left(a_{n}\cos nx+b_{n}\cos nx\right)\!\,,}
kjer so:
{\displaystyle a_{0}={\frac {1}{\pi }}\int _{-\pi }^{\pi }f(t)\,\mathrm {d} t\!\,,}
{\displaystyle a_{n}={\frac {1}{\pi }}\int _{-\pi }^{\pi }f(t)\cos nt\,\mathrm {d} t;\quad n\geq 1\!\,}
in:
{\displaystyle b_{n}={\frac {1}{\pi }}\int _{-\pi }^{\pi }f(t)\sin nt\,\mathrm {d} t;\quad n\geq 1\!\,.}
konvergira k 0, potem težijo k nič vsi {\displaystyle a_{n}}, {\displaystyle b_{n}}. Videl je, da trditev ostaja resnična tudi za šibkejšo predpostavko: ta vrsta konvergira k nič za vsak x iz intervala {\displaystyle <-\pi ,\pi >}, razen za končno število izjem. Pozneje se je izkazalo, da bi lahko bilo teh izjem v nekem smislu neskončno mnogo. Kaj to pravzaprav pomeni?
Svoja dela je začel objavljati leta 1870, nadaljeval pa jih je več let. Pred tridesetim letom je objavil svoje izvirno delo o teoriji vrst v znamenitem Crelleovem Journalu. Nikoli ni bil v velikem materialnem pomanjkanju, vendar bi mu njegov ugled v matematičnem svetu lahko omogočil še boljše prihode. Kot tudi mnogi drugi profesorji matematike je hotel mesto v Berlinu in od leta 1869 se je moral zadovoljiti s Hallejem, kjer je bil najprej od leta 1872 docent pozneje pa od leta 1879 redni profesor do leta 1905. Za svojo disertacijo je prejel zahtevano habilitacijo, tudi iz teorije števil, ki jo je predstavil leta 1869 pred nastopom službe v Halleju. Ko je opravil izpite, ki so mu bili težko breme in se usposobil za pedagoško prakso, je kratek čas preživel kot predavatelj v dekliški šoli v Berlinu, kar je bil njegov edini stik z mestom o katerem je sanjal. Z razvojem svoje teorije neskončnosti in transfinitnih števil je proti sebi izzval najmočnejšega tekmeca, neomajnega in sumničavega matematika Leopolda Kroneckerja. Njun spor je imel značaj boja na življenje in smrt. Bil pa je to boj popolnoma psihično neenakopravnih ljudi. Stabilni Kronecker je imel veliko premoč pred preobčuljivim Cantorjem. Zaradi tega tudi ni mogel preiti v Berlin, kjer je njegov miselni nasprotnik vodil glavno besedo in pozneje doživel težak živčni zlom in zdravljenje.
Istega leta 1874, ko je objavil svoje prvo revolucionarno delo, se je oženil z Vally Guttmann, ki mu je rodila dva sinova in štiri hčere. Zadnji sin Rudolph se je rodil leta 1886. Nihče od njih nikoli pozneje ni pokazal najmanjšega zanimanja za matematiko. Zaradi očetove dediščine dedičem pol milijona mark je lahko vzdrževal družino navkljub skromni akademski plači. Med medenimi tedni v gorovju Harz je Cantor večino časa preživel v matematičnih diskusijah z  Dedekindom, ki ga je srečal dve leti prej med počitnicami v Švici. Najboljši prijatelj družine, edini veliki matematik, resnični zagovornik Cantorjevih zamisli tedaj, je bil Dedekind. Pozneje se je njegovim mislim pridružil Hilbert in na neki način tudi Russell, vendar je bil v času objave svojih glavnih del popolnoma sam. Poleg Kroneckerja je njegove glavne izsledke zavračal tudi Klein. Poincaré je v začetku bil njegov pristaš, pozneje pa je pobegnil na drugo stran in verjel, »da se bo matematika ozdravila bolezni Cantorjeve teorije«. Njegovi novotarski matematiki so nasprotovali še Weyl, Brouwer in Wittgenstein.
Ker se je Kronecker včasih skliceval na boga, je imel Cantor v kriznih trenutkih vtis, da je tudi sam bog proti njegovi teoriji neskončnosti. Mesto rednega profesorja pri 34 letih je bil velik dosežek, vendar je želel mesto na Univerzi v Berlinu, tedaj vodilni nemški univerzi. Njegovo delo je naletelo na preveliko nasprotovanje, da bi bilo to možno. Kronecker, ki je vodil matematični oddelek v Berlinu do svoje smrti leta 1891, je postal vse bolj nezadovoljen, da bi bil Cantor njegov sodelavec in ga je razumel kot »kvaritelja mladih« pri poučevanju mlajše generacije matematikov. Kar je bilo še slabše, se Kronecker kot znana oseba znotraj matematične skupnosti in Cantorjev nekadanji profesor, v osnovi ni strinjal s prebojem Cantorjevega dela. Kronecker kot eden od utemeljiteljev matematičnega konstruktivizma ni maral večine Cantorjeve teorije množic, ker je zagovarjala obstoj množic z določenimi značilnostmi brez da bi dala posebne zglede množic, za katere elemente bi veljale te značilnosti. Cantor je začel verjeti, da zaradi Kroneckerjevega odnosa ne bo mogel nikoli zapustiti Halleja.
Leta 1881 je umrl Eduard Heine, Cantorjev sodelavec v Halleju, zaradi česar se je odprlo prosto profesorsko mesto. Univerza v Halleju je sprejela Cantorjev predlog, da bi novo prosto profesorsko mesto dali Dedekindu, Webru in Mertensu v tem vrstnem redu, vendar so mesto vsi zavrnili. Na zadnje so mesto dali Friedrichu Wangerinu, ki pa ni bil nikoli blizu Cantorju.
V letu 1882 se je končalo matematično dopisovanje med Cantorjem in Dedekindom, verjetno kot posledica Dedekindove zavrnitve profesorskega mesta v Halleju. Cantor si je začel dopisovati tudi z Mittag-Lefflerjem in kmalu začel objavljati v njegovi reviji Acta Mathematica. Leta 1885 je bil Mittag-Leffler zaskrbljen zaradi filozofske narave in nove terminologije v članku, ki ga je Cantor poslal reviji Acta. Prosil je Cantorja naj umakne članek iz revije Acta dokler je še v dokazovanju in zapisal, da je bil »... približno sto let prezgoden.« Cantor je privolil, vendar je zmanjšal svoj odnos in dopisovanje z Mittag-Lefflerjem, ter tretji osebi zapisal:
Če bi bilo po Mittag-Lefflerjevo, bi moral jaz čakati do leta 1984, kar je bilo zame prevelika zahteva! ... Vendar seveda nisem hotel vedeti ničesar več o reviji Acta Mathematica.
V letu 1885 je Cantor za svojo družino zgradil dvonadstropno hišo na Handelstrasse v Halleju.
S svojimi deli je Cantor poglobil razkol med tedanjim matematičnim vedenjem. Tako se je v teh letih ukvarjal s teorijo iracionalnih števil, kjer je podal aritmetično definicijo iracionalnih števil. Najbolj znan pa je po svoji teoriji množic (Mengenlehre). S to teorijo je ustvaril popolnoma novo področje matematičnega raziskovanja, ki zadošča tudi najbolj prefinjenim zahtevam glede strogosti, če se sprejme njene predpostavke. Najprej je v delovno polje uvedel pojem množice, preslikavo dveh množic in končno pojem enake moči dveh množic. Prve rezultate je objavil leta 1874. Uvedel je pojem števnosti množice in pokazal, da je množica racionalnih števil števna. Že leta 1873 se je v pismu Dedekindu vprašal ali je množica realnih števil števna. Čez nekaj tednov mu je spet pisal, da je množica realnih števil neštevna. Na genialni način je leta 1874 dokazal da je transcendentnih števil več od algebrskih. S tem odkritjem je dobil mnogo pristašev svoje teorije. Leta 1877 je pokazal tudi, da množica realnih števil ustreza številu točk na daljici, premici, v kvadratu, na ravnini, na kocki, v prostoru do hiperkock in prostorov višjih razsežnosti. Tako je kvadrat v ravnini ekvipotenčen z dolžino. V pismu Dedekindu je to tolmačil z besedami: »Vidim to, ampak tega ne morem verjeti«. Ti rezultati so potekali v času, ko se je s Peanovim in Jordanovim delom začela podirati enostavna Evklidova zgradba geometrije na njenih najosnovnejših pojmih kot sta to krivulja in razsežnost. Cantorjeva čisto teoretična dejstva so oživela v konkretnih na novo opredeljenih pojmih. Leta 1883 je izdal Grundlagen einer allgemeinen Mannigfaltigkeitslehre. V teh člankih je razvil teorijo transfinitnih kardinalnih števil, ki temelje na sistematičnem obravnavanju dejanske neskončnosti in so cela hierarhija neskončnosti. Pri svojih razmišljanjih je uporabljal zamisel prirejanja dveh zaporedij. S tem je postavil povratno enolično zvezo med dvema prirejenima množicama. Zakonitosti, ki veljajo za neskončne množice, niso vedno preproste posplošitve naših končnih izkušenj. Najmanjše transfinitno kardinalno število {\displaystyle \aleph _{0}} je pripisal števni množici, kontinuumu je pripisal večje transfinitivno število, kar je omogočilo ustvariti aritmetiko transfinitnih števil, ki je analogna navadni aritmetiki. Vsaka končna množica ima tako končno kardinalno število. S svojim diagonalnim postopkom (sklepom) iz leta 1890 je dokazal, kar je slutil že prej, da je množica realnih števil neštevna in da je zato moč take množice večja od moči množice racionalnih števil. Ne obstaja povratno enolična preslikava množice realnih števil na množico celih števil. Moči množice naravnih števil je zato dal kardinalno število {\displaystyle \aleph _{0}}. Obe, množica sodih in množica lihih števil, imata tudi kardinalno število {\displaystyle \aleph _{0}}. Tako je {\displaystyle \aleph _{0}+\aleph _{0}=\aleph _{0}}, kakor je tudi {\displaystyle \aleph _{0}+1=\aleph _{0}}. Množica realnih števil tvori večjo neskončno množico. Dal ji je vrednost {\displaystyle \aleph _{1}}. Menil je, da je {\displaystyle \aleph _{1}} prvo kardinalno število večje od {\displaystyle \aleph _{0}}. Definiral je tudi transfinitna ordinalna števila in pri tem pokazal, kako se dajo urediti neskončne množice. Dokazal je, da je število 2 z eksponentom {\displaystyle \aleph } večji {\displaystyle \aleph }, ki ga ne moremo postaviti v povratno enolično povezavo z {\displaystyle \aleph } v eksponentu. Tako se lestvica {\displaystyle \aleph } nadaljuje brez konca, neskončna aritmetika pa gre takole: {\displaystyle \aleph _{0}=\aleph _{0}+n=n\aleph _{0}=\aleph _{0}^{n}}, {\displaystyle 2^{\aleph _{n}}=\aleph _{n+1}}, {\displaystyle \aleph _{0}^{1/2}=\aleph _{0}}, {\displaystyle \aleph _{0}+\aleph _{1}=\aleph _{1}}, {\displaystyle \aleph _{1}\otimes \aleph _{3}=\aleph _{3}}, itd. Ni pa mu uspelo dokazati ali je moč kontinuuma c (množica {\displaystyle \mathbb {R} } preslikana na realno os) enaka {\displaystyle \aleph _{1}}. Pozneje sta Gödel in Cohen ugotovila, da aksiomi standardne teorije množic ne omogočajo rešitve tega vprašanja. Teorije množic zato delijo na cantorske in necantorske. Prva predpostavlja, da je {\displaystyle c=\aleph _{1}}, druga pa, da je nešteto transfinitnih števil med {\displaystyle \aleph _{0}} in c. To njegovo znamenito domnevo, ki so jo začeli imenovati »domneva kontinuuma« so razložili tako, da so pokazali da je neodločljiva. Nekaj podobnega se je zgodilo potem, ko so odkrili, da se 5. Evklidovega izreka o vzporednicah ne da dokazati. Izrek se lahko nadomesti z drugimi možnostmi ter se tako geometrijo razdeli na evklidske in neevklidske geometrije. Zadnje korake k dokazu o neodvisnosti njegove domneve je naredil Cohen, za kar je leta 1966 v Moskvi prejel Fieldsovo medaljo. Kot so pozneje ugotovili je Cantor vedel o prvih paradoksih teorije množice, problemih, ki jih je objavil Burali-Forti leta 1897 že dve leti prej.

### Kasnejša leta
Leta 1899 je odkril podoben paradoks z množico vseh kardinalnih števil. Bil je že bolj previden in je takšno množico vzel za protislovno. Ko so se pojavila ta protislovja, jih Cantor in njegovi somišljeniki niso imeli za pomembne. Imenovali so jih paradoksi, ker so verjeli, da se bo problem rešil in razjasnil. Ti paradoksi pa so se kopičili. Prišel je Russllov paradoks množice E vseh množic, ki ne vsebuje same sebe. Cantor je dokazal pomemben izrek: če je P(A) množica vseh podmnožic A, je kardinalno število //P(A)// večje od kardinalnega števila //A//. Če označimo z V množico vseh množic, je tedaj //P(V)// ≤ //V//, kar je protislovje. Videti je bilo, da je njegova teorija množic izgubljena. Njeni nasprotniki so spet našli razlog za posmeh in pripombe o tem, kam je pripeljalo nekritične matematike ukvarjanje z neskončnostjo. Vendar se je na srečo teorije množic pokazalo, da je tudi logika nelogična. Cantorjeva odkritja so bila nadaljevanje antičnih sholastičnih razmišljanj o naravi neskončnosti, česar se je sam dobro zavedal. Branil je neomejeno priznanje dejanske neskončnosti, ki jo je zagovarjal sv. Avguštin, moral pa se je braniti pred nasprotovanjem mnogih matematikov, ki so neskončnost priznavali samo kot proces, izražen z {\displaystyle \infty }. Njegov glavni življenjski nasprotnik v tem je bil Kronecker, ki je bil predstavnik čisto nasprotne smeri v istem procesu aritmetizacije matematike. Cantorjeva teorija se je le stežka uveljavljala. Napadi kolegov in nezaupanje so ga zelo prizadeli. Pomladi 1884 je doživel težak živčni zlom. Čeprav so bili njegovi nasprotniki delno krivi za njegov padec, je v veliki meri prispevala k temu njegova preobčutljivost. Polagoma je sicer okreval, toda ustvarjal ni več. V svojih težkih časih je objavljal v reviji švedskega matematika Mittag-Lefflerja, prijatelja Kovalevske. Z dobročutnim Švedom je izmenjal mnoga pisma kjer je rad poudarjal svoje pretirano nezaupanje vase. V enem letu mu je poslal celo 52 pisem. To početje mu je bilo del terapije. Pred koncem Kroneckerjevega življenja se je spor med njima relativno zgladil. S svojim delom pa sta oba darovala matematiki neprecenljivo veliko in jo obogatila ter približala popolnosti, ki jo je nemogoče doseči.
Končno je Cantor dosegel vse priznanje, ko je postalo vse bolj in bolj očitno, kako zelo pomembna je njegova teorija za teorijo realnih funkcij in topologijo, še posebno pa, ko je Borelov učenec Lebesgue leta 1901 teorijo množic obogatil s svojo teorijo mere. Brez zadržka pa je njegova dognanja sprejela šele matematika 20. stoletja. Njegovo teorijo so prepoznali kot pomemben paradigmatični premik. (glej  intuicionizem in neskončnost). Njegova teorija množic se nahaja v temeljih sodobne matematike.
Znan je njegov Cantorjev izrek iz teorije funkcij: če je {\displaystyle y=f(x)} zvezna na segmentu (a,b), je enakomerno zvezna na (a,b).
Cantor je zaradi srčne kapi umrl v univerzitetni psihiatrični bolnišnici Nervenklinik v Halleju.

## Priznanja

### Nagrade
Kraljeva družba iz Londona mu je leta 1904 podelila Sylvestrovo medaljo za njegove sijajne raziskave teorije skupkov in množic točk aritmetičnega kontinuuma, transfinitnih števil in Fourierovih vrst.

### Poimenovanja
Po njem se imenuje asteroid glavnega pasu 16246 Cantor.
Nemško matematično društvo Cantorju v čast od leta 1990 skoraj vsako drugo leto podeljuje medaljo Georga Cantorja (Georg-Cantor-Medaille) matematikom, ki so povezani z nemškim jezikom.